# Observatoire de Xinglong

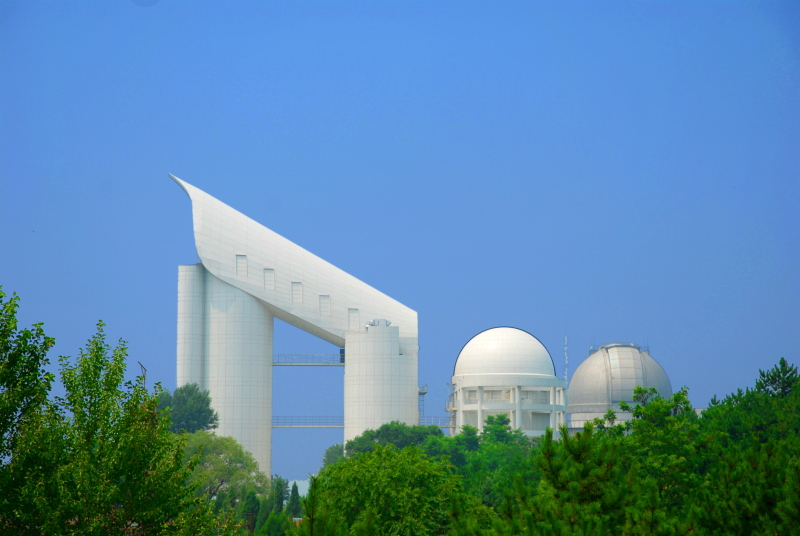
Le LAMOST est le plus connu des télescopes de l'observatoire de Xilong.

L'Observatoire de Xinglong chinois simplifié : 兴隆观测基地 ; chinois traditionnel : 興隆觀測基地 ; pinyin : Xīnglóng guāncè jīdì) est un observatoire astronomique chinois situé au sud du sommet culminant des Monts Yan, à une altitude moyenne de 900 mètres, dans la province de Hebei en Chine, à environ 120 km au nord-est de Pékin.
L'observatoire fait partie des Observatoires astronomiques nationaux de l'Académie des sciences de Chine. L'observatoire de Xilong est le plus grand observatoire d'Asie. On y trouve 9 télescopes ayant une ouverture supérieure à 50 cm :
- Télescope Guo Shoujing plus connu sous l'appellation  LAMOST (Large Sky Area Multi-Object Fiber Spectroscopic Telescope),
- Un télescope de 2,16 m
- Un télescope de 1,26 m observant dans le visible et l'infrarouge proche
- Le télescope Alt-Az de 1 mètre d'ouverture
- Le télescope NBT de 85 cm d'ouverture de l’université de Pékin
- Le télescope NBT de 80 cm d'ouverture de l'université Tsinghua
- Un télescope de 60 cm, un autre de 50 cm et un télescope de Schmidt de 60/90 cm.

## Astéroïdes découverts
- (3481) Xianglupeak
- (5273) Peilisheng
- (7072) Beijingdaxue
- (7145) Linzexu
- (7494) Xiwanggongcheng
- (7497) Guangcaishiye
- (7681) Chenjingrun
- (7683) Wuwenjun
- (7800) Zhongkeyuan
- (7811) Zhaojiuzhang
- (8050) Beishida
- (8117) Yuanlongping
- (8311) Zhangdaning
- (8313) Christiansen
- (8315) Bajin
- (8423) Macao
- (8425) Zirankexuejijin
- (8919) Ouyangziyuan
- (9092) Nanyang
- (9221) Wuliangyong
- (9668) Tianyahaijiao
- (10388) Zhuguangya
- (10611) Yanjici
- (10929) Chenfangyun
- (10930) Jinyong
- (11351) Leucos
- (11637) Yangjiachi
- (12418) Tongling
- (12935) Zhengzhemin
- (14147) Wenlingshuguang
- (14558) Wangganchang
- (14656) Lijiang
- (15001) Fuzhou
- (16757) Luoxiahong
- (16982) Tsinghua
- (17606) Wumengchao
- (17693) Wangdaheng
- (18550) Maoyisheng
- (18593) Wangzhongcheng
- (18639) Aoyunzhiyuanzhe
- (19258) Gongyi
- (19282) Zhangcunhao
- (19298) Zhongkeda
- (19366) Sudingqiang
- (21313) Xiuyanyu
- (23686) Songyuan
- (23701) Liqibin
- (24956) Qiannan
- (25240) Qiansanqiang
- (27895) Yeduzheng
- (27966) Changguang
- (28242) Mingantu
- (28468) Shichangxu
- (29467) Shandongdaxue
- (29552) Chern
- (30991) Minenze
- (31065) Beishizhang
- (31129) Langyatai
- (31196) Yulong
- (31230) Tuyouyou
- (32928) Xiejialin
- (33000) Chenjiansheng
- (33102) 1997 YJ11
- (35313) Hangtianyuan
- (35366) Kaifeng
- (39860) Aiguoxiang
- (43259) Wangzhenyi
- (46669) Wangyongzhi
- (47005) Chengmaolan
- (48619) Jianli
- (48636) Huangkun
- (48700) Hanggao
- (48798) Penghuanwu
- (48799) Tashikuergan
- (55838) Hagongda
- (55892) Fuzhougezhi
- (55901) Xuaoao
- (56088) Wuheng
- (58418) Luguhu
- (58605) Liutungsheng
- (59000) Beiguan
- (59425) Xuyangsheng
- (69869) Haining
- (79316) Huangshan
- (79418) Zhangjiajie
- (79419) Gaolu
- (85293) Tengzhou
- (85472) Xizezong
- (90825) Lizhensheng
- (90826) Xuzhihong
- (90830) Beihang
- (91023) Lutan
- (92209) Pingtang
- (100434) Jinyilian
- (102536) Luanenjie
- (118418) Yangmei
- (120569) Huangrunqian
- (120942) Rendafuzhong
- (121001) Liangshanxichang
- (121547) Fenghuotongxin
- (137039) Lisiguang
- (148081) Sunjiadong
- (175718) Wuzhengyi